# Церква Різдва святого Івана Хрестителя (Трійця)
Церква Різдва святого Івана Хрестителя в Трійці — парафія і храм греко-католицької громади Борщівського деканату Бучацької єпархії Української греко-католицької церкви в селі Трійця Чортківського району Тернопільської области. Пам'ятка архітектури місцевого значення.

## Історія церкви
У 1888 році в селі Трійця розпочали будівництво кам'яної каплиці. Завдяки зусиллям громади у 1890 році будівництво каплиці Святого Архангела Михаїла було завершене. У 1894 році тут почав правити римо-католицький священник, а згодом парафію перевели до села Турильче. Після переселення поляків до Польщі каплиця перейшла в лоно УГКЦ, була освячена та перейменована на честь Різдва Святого Івана Хрестителя.
У 1946 році парафію та храм підпорядкували РПЦ. У 1959 році церкву закрили, нібито через несплату податків. Кам'яний мур біля неї розібрали, а будівлю перетворили на склад хімікатів. Дзвони та церковну атрибутику селяни переховували в своїх домівках. До наших днів збереглася старовинна ікона Божої Матері.
У 1994 році, завдяки отцю Зиновію Пасічнику, парафія і церква відновили свою діяльність в лоні УГКЦ. За роки служіння о. Олега Косована в церкві зробили ремонт, а дзвіницю відреставрували.
На парафії діє братство «Апостольство молитви».

## Парохи
- о. Кузик (1945—1946),
- о. Дерев'янко (1946—1952),
- о. Клим (1952—1959),
- о. Зиновій Пасічник (1994—1997),
- о. Володимир Заліський (1997—1999),
- о. Олег Косован (з 1999).